# ニンフルサグ

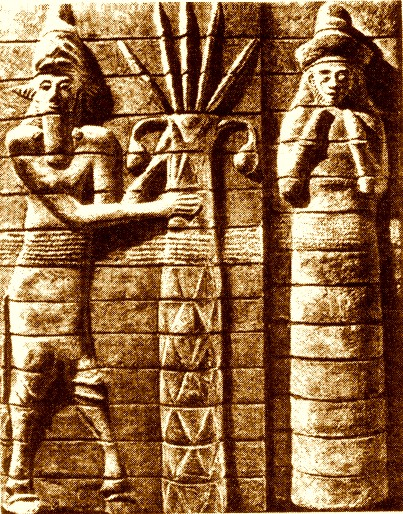
スーサから出土したレリーフに描かれたニンフルサグ

ニンフルサグ（Ninhursag）は、 シュメール神話における大地の女神であり、運命を定める7人の神々に名を連ねる女神である。
基本的には、土地の繁殖・豊穣を司る女神とされるが、シュメール神殿に伝わる聖歌によれば、「天における真に偉大なる女神」とみなされており、歴代のシュメールの王はニンフルサグの「乳により養われた」ともいわれていた。また幾人かのシュメール王にとって守護神となっていた。
角のついた頭飾りに段々のスカートをまとい、肩には矢筒を背負った姿で描かれることが多いが、つながれたライオンの子を伴った姿で描かれることも少なくない。

## さまざまな名前
ニンフルサグは、「山の女神」の意（"Nin"は貴婦人・女神を、"Hursag"は聖なる山を表す）。他にも
- ニンマー（Ninmah、偉大なる女王」）
- ニントゥ（Nintu、出産の女神）
- ママ（Mama、母）
- マミ（Mami、母）
- アルル（Aruru、エンリルの妹）
- ベレト・イリー（Belet-Ili、アッカド語で、神々のなかの貴婦人）

など多くの名を持つ。ほかに、
- ニンジナク（Ninzinak、胎児の女神）
- ニンディム（Nindim、ファッションの女神）
- ナガルサガク（Nagarsagak、内装工）
- ニンバハル（Ninbahar、窯業の女神）
- ニンマグ（Ninmag、外陰の女神）
- ニンシグシグ（Ninsigsig、静寂の女神）
- ムドケスダ（Mudkesda、血の忠誠を司る者）
- アマウドゥダ（Amaududa、生命を産み出す母）
- サグズディンギレナク（Sagzudingirenak、神々の助産師）
- ニンメンナ（Ninmenna、王権の守り神）
- ダムガルヌンナ

などさまざまな名をもっている。
上記の種々の名前のうち、ニンマーやニンメンナなど、かつて別々の女神とを指していたが、後の時代になってニンフルサグと融合・同一視されるようになったものもある。エンキとニンフルサグの間の子とされるニンサル（Ninsar、緑の女神）、ニンクルラ（Ninkurra、農業の女神）、ウットゥ（Uttu、糸を紡ぐ者）については、かつてニンフルサグと同一視されていた可能性がある。
ニンフルサグの名は、伝説によれば、彼女の子のニヌルタが山を創造した記念として、ニンマーからニンフルサグと呼ばれるようになったことが由来となっている。また、ニンメンナの名は、バビロニアの宗教によれば、エアンナ（Eanna）の神殿において金の王冠を受けたことに由来する。
ニンフルサグの原型は、大地の女神の原型であり、アン（天の神）の配偶神であるキ（大地の女神）であるとする見方がある。ただし、キは女神とみなされていないとする説もある。シュメールの創造神話に数えるほどしか登場せず、女神として扱う宗教が存在した証拠がないからである。

## 神話・伝説のなかのニンフルサグ
「エンキとニンフルサグ」という神話によれば、ニンフルサグとエンキとの間には、ニンサルと呼ばれる娘がいた。ニンフルサグが不在の間に、エンキはニンサルとの間にニンクルラという娘をもうけた。ニンクルラはまた、エンキとの間にウットゥという娘をもうけ、さらにそのウットゥとも関係をもった。しかし、エンキは、ニンサル・ニンクルラに対するのと同様、しばらくするとウットゥのもとを去ってしまい、困惑したウットゥは、戻ってきたニンフルサグに助言を求めた。ニンフルサグはウットゥに、エンキの精を体から取り出して土に埋めるように言った。ウットウがそのとおりにすると、埋めた土から8種類の植物が芽を出し、みるみると成長した。エンキはこれらの植物を見るや食べてしまったが、それがもとで自分の体の8つの臓器に病を得てしまった。ニンフルサグは、エンキの体から植物を取り除いてそれらに生命を与え、8つの神（アブー（en:Abu）、ニントゥルラ（en:Nintulla、またはニントゥル（Nintul））、ニンストゥ（en:Ninsutu）、ニンカシ（en:Ninkasi）、ナンシェ （en:Nanshe、またはナチ（Nazi））、ダジムア（en:Dazimua）、ニンティ（en:Ninti）、エンシャグ（en:Enshag、またはエンシャガグ（Enshagag））とした。これによって、エンキは癒された。
「鍬を作りし者（Creator of the Hoe）」という文書には、エンキによって作られた「鍬」（詳細不明）によって、頭を現わした人間（はじめは植物のようなものであったとされる）を、ニンフルサグが完成させたとある。また、別の創世記神話においては、母なる女神ナンムが粘土の塊から人間を作り出したとき、ニンマー（Ninmah、ニンフルサグの別の呼び名）が助産婦の役割を果たしたといわれている。

## ニンフルサグの崇拝
ニンフルサグのシンボルであるオメガ（Ω）が描かれていたのは、一般的なもので紀元前2,000年代前半、古いもので紀元前約3,000年にさかのぼる。境界石（通常は都市国家の守護神が複数段に描かれていた）の上段に描かれていることから、ニンフルサグの位置づけの重要性が示唆される。
ニンフルサグの神殿はエサギラ（E'Saggila、Eは「家」、Sagは「神聖な」、Ilaは「女神」）と呼ばれ、エリドゥのクフール（Khur、神聖な山）にあった。また、キシュにも神殿があった。